# Lost in Transition
Lost in Transition è il sesto album in studio del gruppo pop rock statunitense Sixpence None the Richer, pubblicato nel 2012.

## Tracce
1. My Dear Machine – 2:48
2. Radio – 3:33
3. Give It Back – 4:46
4. Safety Line – 4:37
5. When You Call Me – 3:23
6. Should Not Be This Hard – 3:15
7. Go Your Way – 3:13
8. Failure – 3:32
9. Don't Blame Yourself – 3:38
10. Stand My Ground – 2:39
11. Sooner than Later – 3:35
12. Be OK – 2:50